# Most čez Ljubljanico na avtocesti A1
Most čez Ljubljanico na avtocesti A1 leži na trasi A1 Šentilj-Koper, na odseku med Zaloško in Litijsko cesto na tako imenovani "vzhodni obvoznici Ljubljane".
Most je bil predan prometu avgusta leta 1999. Projekt je izdelal GRADIS Biro za projektiranje Maribor, Vukašin Ačanski, izvajalec gradbenih del je bil GIZ GRADIS. Arhitekt Peter Gabrijelčič je prispeval oblikovalsko rešitev, ki je omogočila zmanjšati debelino mostne plošče na vsega 40 centimetrov in s tem odpreti prostor ob reki za pešpot.
Po zasnovi je most monolitna, prednapeta armiranobetonska konstrukcija preko dveh polj v skupni dolžini 82,0 m in širini 37,82 m, ki je s pomočjo kablov obešena na tri pilone. Temeljenje srednjih podpor je na vodnjakih in krajnih podpor na uvrtanih pilotih.
Pod objektom, poleg Ljubljanice, poteka na levem bregu PST, na desnem pa dostopna pot za vzdrževanje. Pod objektom so tudi električne instalacije za razsvetljavo in PTT cevi ter kanalizacija za odvodnjavanje meteornih vod s cestišča. Javno razsvetljavo predstavljajo reflektorji.
Avtocesta v naselju Studenec na robu naravne ježe preide v nasip ter z mostom (t. i. "harfa") prečka reko Ljubljanico, sicer pa od Zadobrove proti Malencam poteka v vkopu z nadgradnjo s protihrupnimi ograjami (PHO).
- Pogled na konstrukcijo in kable
- Potek PST v območju mostu
- Pogled na PHO in vozišče
- Konstrukcija - pogled od spodaj